# ギャロウ・ウォーカー 煉獄の処刑人
『ギャロウ・ウォーカー 煉獄の処刑人』（ギャロウ・ウォーカー れんごくのしょけいにん、原題：Gallowwalkers）は、2012年制作のアメリカ合衆国の映画。
西部劇アクションとゾンビ・ホラーを組み合わせた異色の作品。ウェズリー・スナイプスが脱税による2年4か月の刑務所生活を終えた後の復帰作。PG-12指定。

## あらすじ
西部開拓時代。孤高の凄腕ガンマン・アマンは、恋人の仇である悪党カンサとその手下たちに復讐を果たすが、自らも息絶える。
アマンの母親は彼を生き返らせるために神にすがるが、その際、神と恐ろしい契約を結んでしまう。それはアマンが生き返ると共に、アマンに殺された者たちがゾンビとして蘇り、さらに今後もアマンが殺す人間はみんなゾンビになって生き返る、というものであった。
彼に殺された悪党どもは、“ギャロウ・ウォーカー”と呼ばれる、首を引っこ抜くか、頭を破壊しない限り生き返るゾンビとして蘇り、彼への復讐を企てる。
かくして、蘇ったアマンと悪党どもとの間で、壮絶かつ果てしない復讐劇が繰り広げられる。

## キャスト
- アマン：ウェズリー・スナイプス（吹替：菅原正志）
- カンサ：ケヴィン・ハワース（吹替：堀内隼人）
- ファビュラス：ライリー・スミス（吹替：山端零）
- エンジェル：タニット・フェニックス（吹替：大垣理香）
- キスカット：シモーナ・ブルリコワ（吹替：寺井沙織）
- アポロ・ジョーンズ牧師：スティーヴン・エルダー
- ガザ保安官：パトリック・バーギン
- スリップ・ノット：ジェイ・グラント
- フール：ヘクター・ハンク
- と畜場の少年：デヴィッド・デ・ビール
- スエーニョ：アリッサ・プライダム
- スカルバケット：ダイヤモンド・ダラス・ペイジ
- モスカ：デリック・グリフィス
- フォーティー・ボールド：アレックス・アヴァント
- と畜場の女主人：ジェニー・ガゴ
- トロイ：トミー・ファン・デア・ネスト